# Syrmien
Syrmien (serbisch Срем Srem, kroatisch Srijem, ungarisch Szerémség) ist eine Landschaft zwischen den Flüssen Donau und Save. Sie beginnt westlich von Novi Beograd und endet ungefähr auf der Länge der Draumündung in die Donau. Es ist heute politisch zwischen Serbien und Kroatien geteilt, wobei der größere Teil zu Serbien gehört. In Serbien ist Syrmien neben dem Banat und der Batschka eine der drei Regionen in der Vojvodina und bildet einen der 30 Okruzi. Der kroatische Teil bildet die Gespanschaft Vukovar-Syrmien, mit der Posavina westlich angrenzend. In Syrmien befindet sich auch das einzige nordserbische Gebirge, die Fruška Gora mit dem Nationalpark Fruška Gora mit ihren zahlreichen serbisch-orthodoxen Klöstern.

## Geographie

Das Zwischenstromland Syrmiens in einer Landsat 8 ETM+ Aufnahme, 12. März 2014 (Infrarot Falschfarben)

Syrmien erstreckt sich als von den Flüssen Donau, Save, Vuka und Bosut abgegrenzter langgestreckter Landzipfel am südlichen Rand der Pannonischen Niederung. Dabei ist Syrmien trotz des nur bescheidenen Reliefs ein auch topographisch vielfältig gegliederter Raum. So bilden vier Landschaftsräume das syrmische Zwischenstromland: das bis 541 m ansteigende pannonische Inselgebirge der Fruška Gora, das ostsyrmische Lössplateau und die Lössebene im äußersten östlichen Zipfel mit den Terrassenebenen oberhalb der Überschwemmungsauen sowie schließlich die alluvialen Niederungen von Donau, Save und Bosut. Geologisch dominieren quartäre äolische Lösse sowie holozäne alluviale Schwemmlehme und -lösse.

## Geschichte

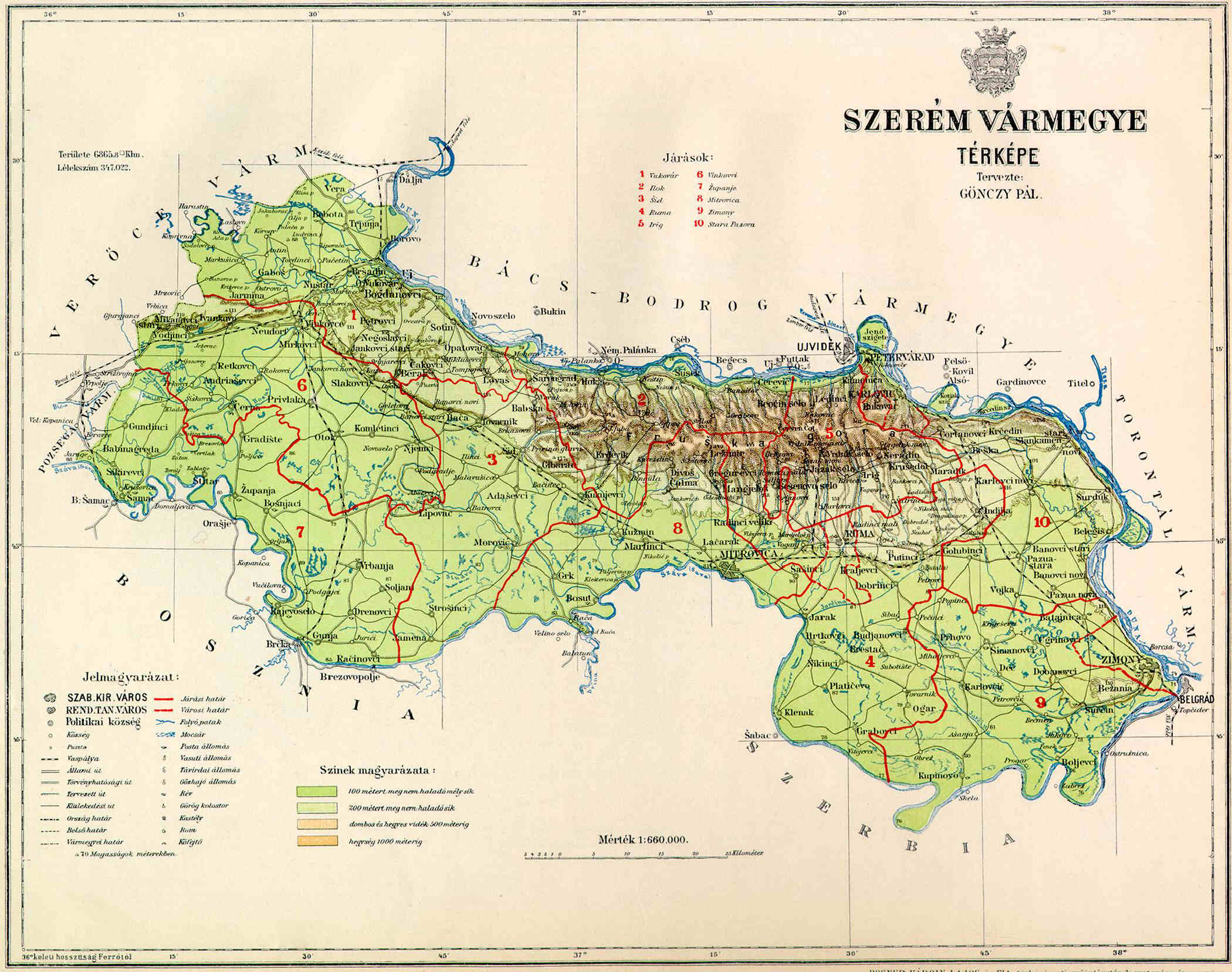
Karte des Komitats Syrmien um 1890

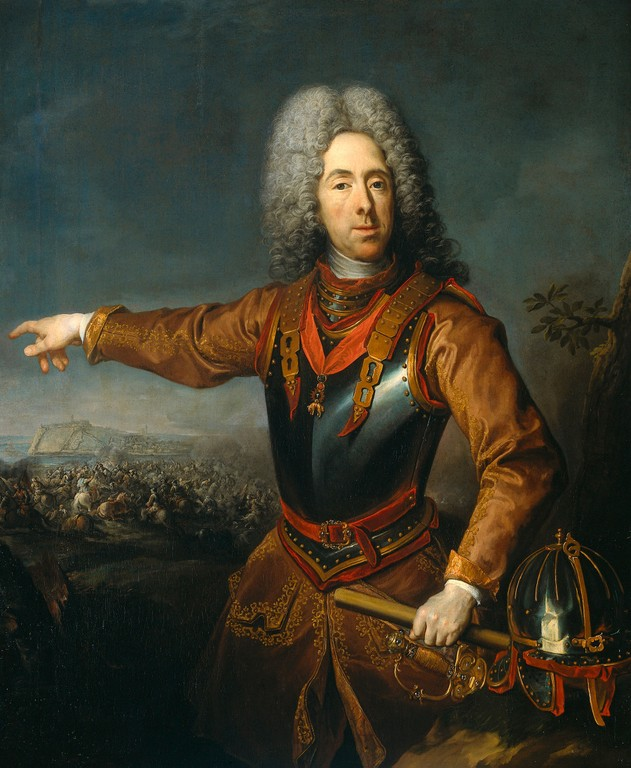
Prinz Eugen befehligt die Habsburger in der Schlacht von Peterwardein, Porträt (1718)

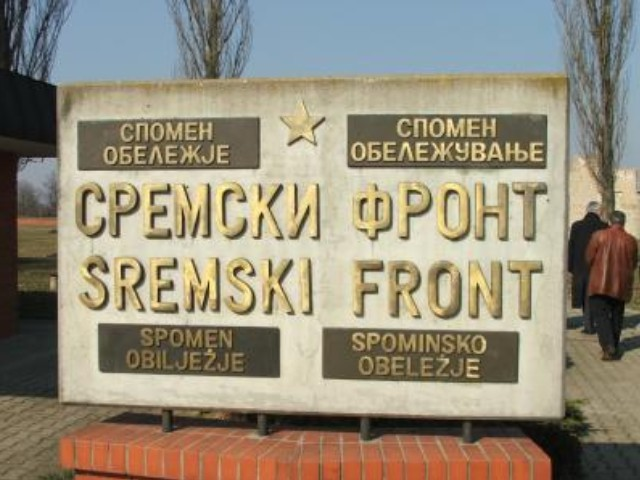
Erinnerungstafel an die Syrmische Front aus der entscheidenden Endphase des Zweiten Weltkriegs

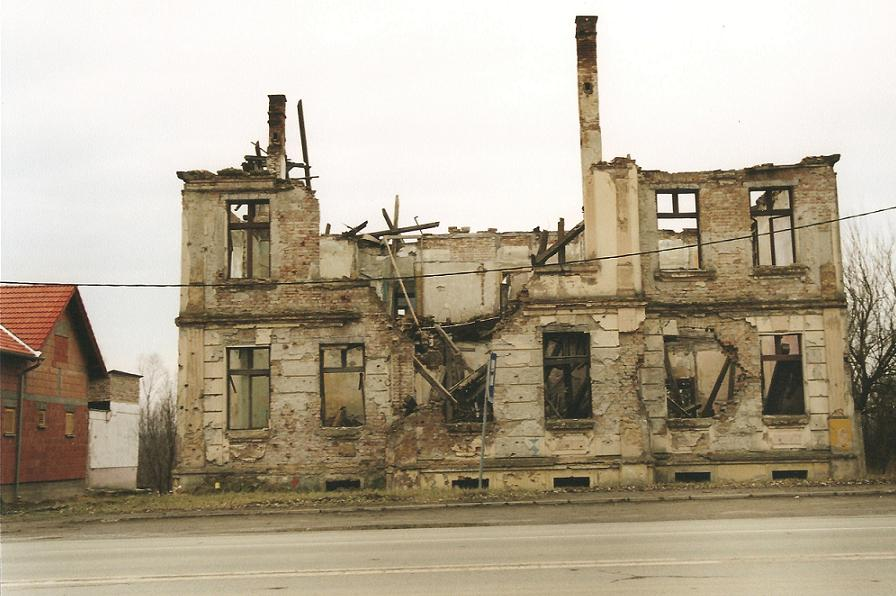
Ruinen des Kroatienkriegs in Vukovar

Der Name der Region stammt vom römischen Sirmium, heute Sremska Mitrovica in Serbien.

### Römisches Reich
Die spätrömische Residenzstadt Sirmium war eine der wichtigsten Städte des römischen Balkans, Sitz der Provinz Pannonia inferior und während der Tetrarchie auch kaiserliche Residenz unter Galerius. Der Donaulimes war in spätrömischer Zeit umkämpfte Grenzregion zu den Barbaren, und Sirmium blieb bis ins späte 6. Jahrhundert Schlüsselstadt der nördlichen byzantinischen Reichsgrenze Südosteuropas.

### Awaren, Bulgaren und Kroaten
Nach dem Einfall der Awaren und der Eroberung Sirmiums 582 sowie der Einwanderung slawischer Stämme im 7. Jahrhundert beanspruchten Bulgaren, Byzantiner und Awaren die fruchtbare Region. Nach 635 wurde sie vom bulgarischen Khan Kuber beherrscht. Um 688 erhob sich die einheimische Bevölkerung mit dem Khan gegen die awarische Oberherrschaft, ohne Erfolg.
Anfang des 9. Jahrhunderts stand die Region unter der Herrschaft von Ljudevit von Posawien, Fürst des Pannonischen Fürstentums Kroatien.

### Byzantinisches Reich
Unter den Makedonen herrschten die  Byzantiner, die unter Basileios II. (10. Jahrhundert) den Verwaltungsdistrikt Syrmien einrichteten.
Zwischen dem 11. und 12. Jahrhundert war Syrmien zwischen Byzanz und Ungarn umkämpft, 1167 besiegte Manuel I. Komnenos die Ungarn in der Schlacht bei Sirmium.

### Königreich Ungarn und Despotat Serbien
Ab dem 13. Jahrhundert bis 1540 regierte Ungarn Syrmien, jedoch sicherte sich der serbische König Stefan Dragutin im späten 13. Jahrhundert ein Teilkönigreich in Ober- und Untersyrmien (heute Syrmien bzw. Mačva). Die serbischen Despoten in Nachfolge von Đurađ Branković residierten im syrmischen Ort Kupinovo an der Obedska bara. Dieses 1471 unter Matthias Corvinus gegründete Syrmische Despotat bestand bis etwa 1540. Die zahlreichen, seit dem 15. Jahrhundert gegründeten serbisch-orthodoxen Klöster der Fruška Gora wurden im 18. Jahrhundert Zentren der Erneuerung einer serbischen Nationalbewegung (siehe Dositej Obradović).

### Osmanisches Reich
Mit der osmanischen Unterwerfung Ungarns wurde Syrmien Bestandteil des Osmanischen Imperiums.

### Habsburgermonarchie
Nach dem Großen Türkenkrieg (1683 bis 1699) herrschten die österreichischen Habsburger, die in der Schlacht von Peterwardein die letzte türkische Anstrengung vereitelten, Ungarn zurückzuerobern. Die Habsburger ordneten den größeren Teil Syrmiens der Militärgrenze bzw. dem Königreich Kroatien und Slawonien zu und siedelten ebenso wie im Banat und in der Batschka in mehreren Orten u. a. Donauschwaben an. Zur Zeit Österreich-Ungarns war Vukovar seit 1745 Sitz der Gespanschaft Vukovar und Syrmien (ungarisch „Szerém vármegye“).

### Jugoslawien
Ab 1918 gehörte Syrmien zum Königreich Jugoslawien. 1941–1944 wurde es dem Unabhängigen Staat Kroatien der Ustascha angegliedert. 1944 kam es im Zuge der Belgrader Operation und dem Rückzug der Heeresgruppe E auf die Stellung an der syrmischen Front zu den verlustreichsten Kämpfen zwischen den jugoslawischen Partisanen und der deutschen Wehrmacht.
1945 bestimmte die Kommission zur Grenzbestimmung der Bundesversammlung unter Leitung  Milovan Đilas den zukünftigen Grenzverlauf zwischen den jugoslawischen Teilrepubliken Kroatien und Serbien aufgrund ethnischer Kriterien in einer Teilung Syrmiens.

### Serbien und Kroatien
Zu den schwersten Gefechten der gesamten Jugoslawienkriege in den 1990er Jahren zählt die Schlacht um Vukovar auf dem Gebiet des kroatischen Teils Syrmiens, die zur Besetzung des kroatischen Gebietes und der Gründung der Serbischen Autonomen Region Ostslawonien, Baranja und West-Syrmien als Teil der Republik Serbische Krajina führte. 1998 wurde das besetzte Gebiet West-Syrmiens im Abkommen von Erdut friedlich an Kroatien zurückgegeben. Viele Orte im kroatischen Teil Syrmiens sind bis heute durch die kriegerische Auseinandersetzung 1991 gezeichnet.

### Bevölkerungsgruppen
Die ehemalige Vielvölkerregion Syrmien entsprang der osmanischen und habsburgischen Siedlungspolitik sowie den Wanderungsbewegungen im Nachzug der Weltkriege und der jugoslawischen Zerfallskriege. Nachdem die ehemals bedeutende Gruppe der Donauschwaben im Zuge des Rückzugs der Wehrmacht ihre Siedlungsgebiete verlassen hatten oder vertrieben wurden, siedelten Kolonisten aus den ärmeren Karstregionen Jugoslawiens (insbesondere aus der Lika, Kordun, der Herzegowina und Montenegro) in die fruchtbare Region Syrmiens zu.
Während der jugoslawischen Zerfallskriege verließen kroatische und serbische Kriegvertriebene die umkämpften Gebiete Syrmiens, andererseits siedelten Opfer des Kriegsgeschehens in Bosnien und Kroatien 1994/1995 nach Syrmien über.

## Städte und größere Gemeinden in Syrmien
Kroatien:
- Gespanschaft Vukovar-Syrmien
  - Ilok
  - Otok
  - Vinkovci
  - Vukovar
  - Županja

Serbien: 
- Vojvodina
  - Okrug Srem
    - Inđija
    - Irig
    - Nova Pazova
    - Novi Banovci
    - Ruma
    - Šid
    - Sremska Mitrovica
    - Stara Pazova

  - Okrug Južna Bačka
    - rechtsufrige Stadtteile von Novi Sad (Petrovaradin und Sremska Kamenica)
    - Beočin
    - Sremski Karlovci
- Zentralserbien
  - Okrug Belgrad
    - Batajnica
    - Bečmen
    - Dobanovci
    - Novi Beograd
    - Surčin
    - Zemun

## Bezirksunterteilung des ungarischen Komitats
Das Komitat bestand im frühen 20. Jahrhundert aus folgenden Stuhlbezirken (nach dem Namen des Verwaltungssitzes benannt):
| Stuhlbezirke (járások)                     | Stuhlbezirke (járások)                               |
| Stuhlbezirk                                | Verwaltungssitz                                      |
| ------------------------------------------ | ---------------------------------------------------- |
| Ireg                                       | Ireg, heute Irig                                     |
| Szávaszentdemeter/Mitrovica                | Szávaszentdemeter/Mitrovica, heute Sremska Mitrovica |
| Ópázova                                    | Ópázova, heute Stara Pazova                          |
| Sid                                        | Sid, heute Šid                                       |
| Újlak                                      | Újlak, heute Ilok                                    |
| Vinkovce                                   | Vinkovce, heute Vinkovci                             |
| Vukovár                                    | Vukovár, heute Vukovar                               |
| Zimony                                     | Zimony, heute Zemun                                  |
| Zsupanya                                   | Zsupanya, heute Županja                              |
| Stadtkreis (törvényhatósági jogú város)    |                                                      |
| Zimony, heute Zemun                        |                                                      |
| Stadtbezirke (rendezett tanácsú városok)   |                                                      |
| Karlóca, heute Sremski Karlovci            |                                                      |
| Pétervárad, heute Petrovaradin             |                                                      |
| Szávaszentdemeter, heute Sremska Mitrovica |                                                      |

Die Orte Ilok, Vinkovci, Vukovar und Županja liegen im heutigen Kroatien, alle übrigen in Serbien.

## Galerie

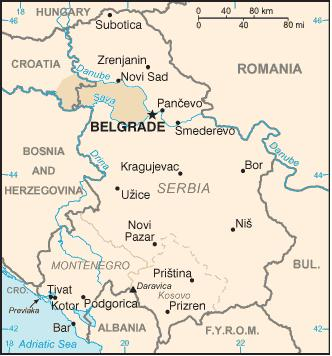
Syrmien
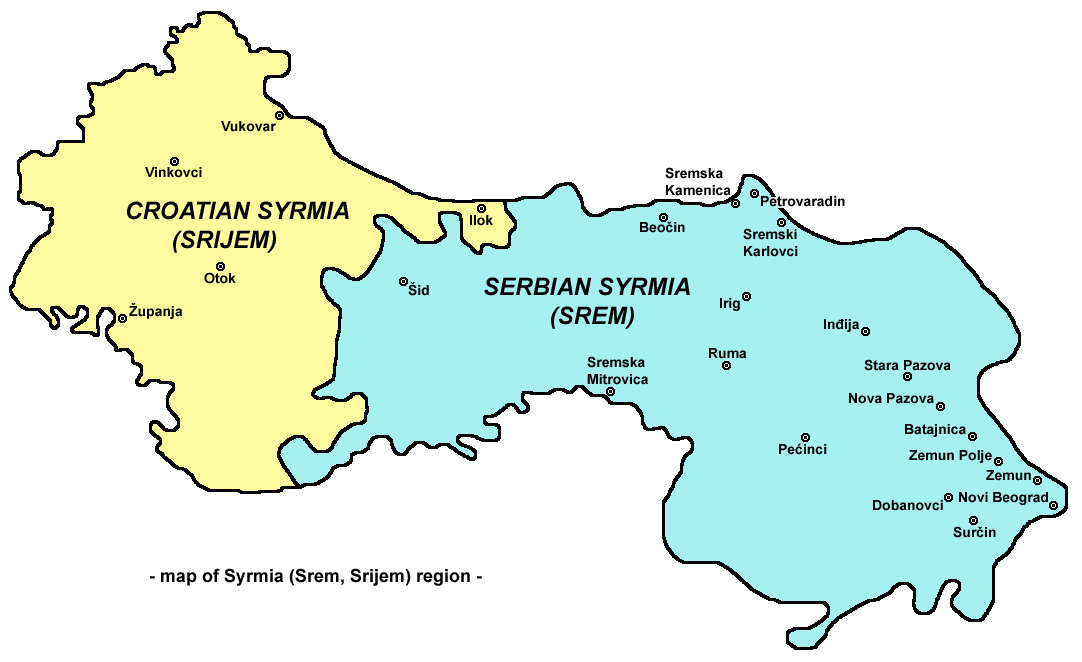
Aufteilung Syrmiens zwischen Kroatien und Serbien